# Balagny-sur-Thérain
 Balagny-sur-Thérain  là một xã thuộc tỉnh Oise trong vùng Hauts-de-France phía bắc Pháp. Xã này nằm ở khu vực có độ cao trung bình 39 mét trên mực nước biển.